# Klaus Scheurich
Klaus Christoph Scheurich (* 27. Oktober 1951 in Urloffen) ist ein deutscher Dokumentarfilmer, Kameramann und Produzent.

## Leben
Klaus Scheurich ist Kameramann und Produzent der Marco Polo Film AG in Heidelberg und dort verantwortlich für Entwicklung und Produktion von Dokumentarfilmen. Er ist Diplomgeologe und interessiert an Natur-, Umwelt- und Wissenschaftsthemen. Gemeinsam mit seiner Frau Annette gründete Klaus Scheurich die Produktionsgesellschaft Marco Polo Film. Seither filmte und produzierte er  Natur- und Expeditionsfilme. Er arbeitete für nationale und internationale Sender und Organisationen und filmte für Werner Herzogs  Dokumentarfilm „The White Diamond“. Klaus Scheurich gilt als einer der Vorreiter für das Filmen in High Definition in Deutschland.
Als Experte für HDTV nahm er an Podiumsdiskussionen teil und hielt Vorträge bei Kongressen, Festivals und Veranstaltungen wie Dokville, Science, Jackson Hole Wildlife Film Festival, Naturale, Discovery Campus Symposium, ZDF-HD-Seminar, Insight-Out, Hff Academy, Potsdam und IRT-Symposien.
Er ist verheiratet mit der Dokumentarfilmerin und Produzentin Annette Scheurich und hat einen Sohn.

## Filmografie (Auswahl)
- 1997: Koalas – Australiens Beutelbären, ARD/NDR
- 1998: Im Zauberwald der Zwergflusspferde, ARD/NDR
- 1999: Feldhamster – mit vollen Backen durchs Leben, ZDF
- 2000: Im Griff der Würgefeige, NDR Naturfilm
- 2004: Die Bestie und das Schmusetier, Regie: Gerhard Thiel, NDR/Arte
- 2004: Flughunde – Schwingen der Nacht, ZDF
- 2004: The White Diamond, Regie: Werner Herzog
- 2005: The Wild Blue Yonder, Spielfilm USA/Deutschland
- 2005/2006: Mythos Tier (6-teilige Serie), NDR/Arte
- 2006: Bikini – Trauminseln im Sperrgebiet, ZDF/Arte
- 2008: Operation Tiefsee – Dunkle Welt im Licht der Forschung, ZDF/Arte
- 2010: Der Schwarzwald – Wildnis mit Aussicht, ZDF/Arte
- 2010: Die Vogesen – Schroffe Schönheit, ZDF/Arte
- 2010: Karawane der Bücher, Regie: Herbert Ostwald, ZDF/Arte
- 2010: Scharfe Schoten – Dicke Rüssel, Regie: Herbert Ostwald, ZDF/Arte
- 2011: Affenalarm – Die Pavianpolizei am Tafelberg, Regie: Herbert Ostwald, ZDF/Arte
- 2011: Madagaskar – Du Schöne, ZDF/Arte
- 2012: Höhenflüge – Mit dem Ballon über Kenia / Sri Lanka / die Alpen / Venezuela / die Mongolei, 5-teilige Reihe für ZDF/Arte
- 2014: Karussell des Lebens – Die Streuobstwiese, BR/Arte

## Auszeichnungen (Auswahl)
- 1999: „Feldhamster – mit vollen Backen durchs Leben“, Gold Medal Award, Naturale 2000, Kaiserslautern, Deutschland
- 1999: „Feldhamster – mit vollen Backen durchs Leben“, Merit Award, International Wildlife Film Festival Missoula, USA
- 1999: „Feldhamster – mit vollen Backen durchs Leben“, The Vattenfall Environmental Award, Wildlife Europe'99 Festival, Sundsvall, Schweden
- 2000: „Feldhamster – mit vollen Backen durchs Leben“, Crystal Eagle/European Award, European Film Festival Valvert, Brüssel, Belgien
- 2001: „Im Griff der Würgefeige“, Merit Award, International Wildlife Film Festival Missoula, USA
- 2001: „Im Griff der Würgefeige“, The Golden Book Award, Roshd International Film Festival, Iran
- 2005: „Die Bestie und das Schmusetier“, Spezialpreis der Jury Naturale 2005, Deutschland
- 2005: „The White Diamond“, „Best Documentary of the Year 2005“, New York Times Critics, USA
- 2005: „The White Diamond“, Hauptpreis beim Copenhagen Filmfestival, Dänemark
- 2006: „Die Bestie und das Schmusetier“, Preis für” Best Use of Footage Science or Natural History Production”, Focal International, London
- 2007: „Bikini – Trauminseln im Sperrgebiet“, Preis für den „besten Film über Wasser“ beim Green Vision Festival 2007 in St. Petersburg, Russland
- 2007: „Flughunde – Schwingen der Nacht“, Bester Film in der Kategorie „Man and Nature“, 5. Matsalu Festival, Estland
- 2010: „Bikini – Trauminseln im Sperrgebiet“, Gewinner der „Golden Statue“ des 40. Internationalen Film Festival Roshd, Teheran, Iran
- 2011: „Affenalarm - die Pavianpolizei am Tafelberg“, „Humanism Award“ beim „Green Vision International Environmental Festival“ in St. Petersburg, Russland
- 2011: „Affenalarm - die Pavianpolizei am Tafelberg“, „Best Documentary on Wildlife & Environment“ beim Guangzhou Film Festival, China
- 2011: „Affenalarm - die Pavianpolizei am Tafelberg“, Umwelt- und Nachhaltigkeitspreis beim Darsser Naturfilmfestival, Deutschland
- 2011: „Affenalarm - die Pavianpolizei am Tafelberg“, Publikumspreis bei der Naturvision, Neuschönau, Deutschland
- 2011: „Scharfe Schoten – Dicke Rüssel“, Preis der internationalen Jury beim Ekotop Festival, Slowakei

## Belege
- Annette und Klaus Scheurich – Natur- und Tierfilmer, swr.de, Sendung von 17. November 2009
- Lockmittel Leberwurst, taz.de, 25. August 2001

| Personendaten    | Personendaten                                        |
| ---------------- | ---------------------------------------------------- |
| NAME             | Scheurich, Klaus                                     |
| ALTERNATIVNAMEN  | Scheurich, Klaus Christoph (vollständiger Name)      |
| KURZBESCHREIBUNG | deutscher Dokumentarfilmer, Kameramann und Produzent |
| GEBURTSDATUM     | 27. Oktober 1951                                     |
| GEBURTSORT       | Urloffen                                             |